# Miguel Littín
Miguel Ernesto Littín Cucumides (Palmilla, 9 de agosto de 1942) é o mais importante cineasta chileno da atualidade. Ficou mundialmente conhecido quando, durante a ditadura de Augusto Pinochet, filmou clandestinamente no Chile o documentário Ata Geral do Chile, com denúncias contra o regime militar.

## Biografia
Descendente de imigrantes gregos e palestinos, estudou teatro na Universidade do Chile e trabalhou como diretor da TV Universitária (1963). Ao estudar teatro, tornou-se admirador das peças de conteúdo social de Arthur Miller e Eugène Ionesco. Em 1968, tornou-se professor da universidade.
Sua carreira como diretor de cinema começou aos 23 anos de idade, mas foi com O chacal de Nahueltoro, de 1969, que causou grande impacto na sociedade chilena por denunciar a situação de marginalidade dos homens do campo. A partir daí, todos os seus trabalhos deixam clara sua postura política que, segundo suas próprias palavras, “brota naturalmente, a partir da construção de uma consciência humanista e libertária".
Com a notoriedade conquistada com este filme, o presidente Salvador Allende nomeou-o diretor da estatal Chile Films em 1971. Com a derrubada de Allende, radicou-se no México, onde concluiu o longa metragem A Terra Prometida, iniciado no Chile, e dirigiu Atas de Marusia, estrelado por Gian Maria Volonté e com música de Mikis Theodorakis e Ángel Parra. No México, realizou mais quatro filmes de sucesso e iniciou, junto com Luis Buñuel e outros cineastas, um movimento para afirmação de uma identidade para o cinema latino-americano, de que resultou o Festival do Cinema Iberoamericano de Huelva.
Em 1985, regressou clandestinamente ao Chile para realizar um filme de denúncia contra os abusos da ditadura de Augusto Pinochet. A história dessa aventura foi narrada em livro por Gabriel García Márquez, o que tornou o nome de Littin conhecido e respeitado no mundo inteiro (ver a seguir a seção Clandestino no Chile).
Com a redemocratização, Littin retornou em definitivo ao Chile, mas suas atividades cinematográficas se desenvolvem em vários países. Em 2000, dirige a produção italiana Terra do Fogo, com Jorge Perugorria e Ornella Muti. O filme fez sucesso no Festival de Cannes, embora não tenha participado da competição oficial.
Em A Última Lua, filmada na Terra Santa, Littin trabalhou ao lado do filho, Miguel Joan Littin, que, como diretor de fotografia, foi premiado no Festival de Cartagena.
Em 2006, esteve duas vezes no Brasil para participar de festivais de cinema em Salvador e São Paulo.

## Clandestino no Chile
Ata Geral do Chile é o filme mais conhecido de Littin, não tanto pelo filme em si, mas pela forma como foi realizado. No início de 1985, disfarçado e portando documentos falsos, com o apoio de organizações clandestinas e de equipes européias de cinema, Littín percorreu todo o Chile para realizar este filme que se desdobrou em uma película de quatro horas para a televisão e em outra de duas horas para o cinema.
Littin filmou em todo o território chileno, até mesmo dentro do palácio presidencial de La Moneda, a poucos metros do gabinete de Augusto Pinochet.
A história dessa proeza virou um livro-reportagem de Gabriel Garcia Márquez, A aventura de Miguel Littin, clandestino no Chile, construído a partir de um depoimento do cineasta ao escritor, reunido em dezoito horas de gravação.
Garcia Márquez optou por narrar a história na primeira pessoa, como se estivesse sido escrita pelo próprio Littin, de forma a preservar o tom pessoal da entrevista. Alguns nomes foram mudados, bem como algumas referências a datas e lugares, para segurança de pessoas que continuaram a viver no Chile.

## Littín escritor
Miguel Littín tem escrito sobre cinema e problemas latinos-americanos para várias revistas e coletâneas. Na área da ficcção escreveu El bandido de los ojos transparentes, um romance policial, e El viajero de las 4 estaciones, inspirado na vida de um antepassado grego que emigrou para o Chile. Nenhum destes livros tem tradução para o português.

## Filmografia
- Shin nego 1969
- Por terra alheia (Por la tierra ajena) 1965
- O chacal de Nahueltoro, (El chacal de Nahueltoro) 1969
- Companheiro Presidente (Compañero Presidente) 1971
- A terra prometida (La tierra prometida) 1974
- Atas de Marusia (Actas de Marusia) 1975
- Crônica de Tlacotalpan, 1976
- O recurso do método (El recurso del método) 1978
- A viúva de Montiel (La viuda de Montiel) 1979
- Alsino e o condor (Alsino y el cóndor) 1982, finalista do Oscar de melhor filme estrangeiro
- Allende: o tempo da história (Allende: Il tempo della storia) 1985
- Ata geral do Chile (Acta general de Chile) 1986
- Sandino, 1990
- Os náufragos (Los náufragos) 1994
- Terra do Fogo (Tierra del Fuego) 2000
- Crônicas palestinas, 2001
- A última lua (La última luna), 2004